# Moritzheim
Moritzheim ist eine Ortsgemeinde im Landkreis Cochem-Zell in Rheinland-Pfalz. Sie gehört der Verbandsgemeinde Zell (Mosel) an.

## Geographische Lage
Der Ort liegt im Hunsrück auf einer Höhe von etwa 415 m ü. NHN. Die Entfernung zur Mosel beträgt ca. 12 km.
Sie ist über die Landesstraße 98 bis Senheim oder die nahe Bundesstraße 421 bis Zell zu erreichen. Parallel zur L 98 kann der Ort auch von Senheim aus auf einer Teiletappe des Keltenweg Nahe–Mosel erwandert werden.

## Geschichte
Nach einem Großbrand in Senheim am 13. August 1839 gründeten 30 obdachlos gewordene Familien die „Kolonie Hoch-Senheim“. Der Ort wurde nach der Fertigstellung bald in Moritzheim umbenannt. Das bezog sich auf den preußischen Landrat im Kreis Zell, Friedrich Alexander Moritz. Bemerkenswert an dieser Entstehung ist das planmäßige Schachbrettmuster des Ortes.
23 Familien wanderten in den Notjahren, 1846–1852, nach Amerika aus. Lediglich fünf Einwohner blieben damals im Ort.
Seit 1946 ist Moritzheim Teil des damals neu gebildeten Landes Rheinland-Pfalz. Durch das 8. Verwaltungsvereinfachungsgesetz vom 28. Juli 1970 mit Wirkung vom 7. November 1970 kam der Ort von der Verbandsgemeinde Senheim zur Verbandsgemeinde Zell (Mosel) im Kreis Cochem-Zell.
Statistik zur Einwohnerentwicklung
Die Entwicklung der Einwohnerzahl von Moritzheim, die Werte von 1871 bis 1987 beruhen auf Volkszählungen:
| Jahr | Einwohner |
| 1815 | 0         |
| 1835 | 134       |
| 1871 | 113       |
| 1905 | 109       |
| 1939 | 131       |

| Jahr | Einwohner |
| 1950 | 121       |
| 1961 | 118       |
| 1970 | 101       |
| 1987 | 98        |
| 2005 | 156       |

## Politik

### Gemeinderat
Der Gemeinderat in Moritzheim besteht aus sechs Ratsmitgliedern, die bei der Kommunalwahl am 9. Juni 2024 in einer Mehrheitswahl gewählt wurden, und dem ehrenamtlichen Ortsbürgermeister als Vorsitzendem.

### Bürgermeister
Michael Reis wurde am 11. Juli 2024 Ortsbürgermeister von Moritzheim. Da für die Direktwahl am 9. Juni 2024 kein Wahlvorschlag eingereicht wurde, oblag die Neuwahl gemäß rheinland-pfälzischer Gemeindeordnung dem Rat der Gemeinde. Dieser entschied sich auf seiner konstituierenden Sitzung für Michael Reis.
Vorgänger von Michael Reis war Adalbert Reis. Er hat das Amt von 1994 bis 2024 ausgeübt.

## Öffentliche Einrichtungen
- Freiwillige Feuerwehr